# Federación Venezolana de Fútbol
La Federación Venezolana de Fútbol (FVF) es el ente rector del fútbol en Venezuela, con sede en Caracas. Fue fundada el 1 de diciembre de 1925 en Caracas y es miembro de la FIFA y de la Conmebol. 
Es una de las diez asociaciones y federaciones nacionales miembros de la Conmebol y está a cargo de selección de fútbol de Venezuela y todas las categorías inferiores, tanto en la rama masculina como en la femenina y desde 1995 organiza los torneos nacionales del fútbol profesional y aficionado.

## Historia
En Venezuela el fútbol es un deporte que llegó en el siglo XIX a través de los marinos y comerciantes ingleses. Existe un registro escrito, aparecido en julio de 1876 en el diario El Correo del Yuruarí, en el que se reseña el primer partido de fútbol disputado en suelo venezolano, que se llevó a cabo en la población minera de El Callao, estado Bolívar. Desde ahí comenzó a extenderse hacia otras partes del país, incluyendo Caracas, la capital. Casi cincuenta años después, sería en esta ciudad en donde se comenzaría a gestar la idea de crear una organización que agrupara a los distintos clubes que, comenzando la década de 1920, disputaban los primeros campeonatos organizados. 
El crecimiento de la actividad llevó a la creación, primero, de un "Alto Tribunal de Football" y posteriormente, tras una reunión celebrada en 1 de diciembre de 1925 con los dirigentes de los equipos Unión Sport Club, Deportivo Venezuela, Centro Atlético Sport Club, Caracas Sport Club, Barcelona, Nueva Esparta, Alianza, Libertad, Campeador, Venzóleo y Venzóleo Júnior, se procede a formar la "Asociación Nacional de Football", la cual se fundaría formalmente el 19 de enero de 1926. 
En 1936 la federación acude por primera vez a un congreso de la Conmebol (Confederación Suramericana de Fútbol). La reunión fue en Santiago de Chile y por Venezuela acudió el directivo Felipe Massiani. Se planteó la posibilidad de participar en la Copa América 1937 en Argentina, pero también de la afiliación de la FVF a la Conmebol. En 1944 fue aprobada por la Conmebol una moción mediante la cual se autorizó a participar a Venezuela en el Campeonato Sudamericano 1945 que se celebró en Chile, sin embargo, la Vinotinto no participó. “Lamento que las dificultades de transporte y el problema del tiempo no hayan permitido a Venezuela enviar su equipo este año, como lo estábamos esperando”, declaró Luis Valenzuela, de la Federación Chilena de Fútbol, a la agencia de noticias AP.
En 1951, por resolución de la Junta Militar que gobernaba Venezuela en ese entonces, y a través del Instituto Nacional de Deportes, adoptaría su actual nombre de Federación Venezolana de Fútbol y se incorporó a la FIFA y a la CONMEBOL en 1952 y 1953 respectivamente. Es precisamente en 1952 que dio el aval para la organización de la Pequeña Copa del Mundo de Clubes, torneo de importancia mundial que entre 1952 y 1957 enfrentó a varios de los equipos del mundo de la época como el Real Madrid, el FC Barcelona, Millonarios FC, Sao Paulo FC, SC Corinthians entre otros. Aunque se jugaron ediciones posteriores dejó de ser relevante en el plano mundial tras la creación de la Copa Intercontinental en 1960. El trofeo que era entregado fue llamado Marcos Pérez Jiménez y posteriormente Copa República de Venezuela.
La Asociación Nacional de Football era la que preparaba, junto al Comité Olímpico Venezolano, las distintas selecciones de fútbol que a partir de 1938 comenzaron a disputar sus primeros torneos internacionales, que fueron los programados ese año en los Juegos Bolivarianos de Bogotá y en los Juegos Centroamericanos y del Caribe en Panamá. También tuvo a su cargo los seleccionados que jugaron en los Juegos Panamericanos de Buenos Aires en 1951 y Ciudad de México en 1955, en este último evento ya como Federación Venezolana de Fútbol. Sin embargo, no tomaría parte en los torneos oficiales de la FIFA sino hasta 1965, cuando Venezuela intervino por primera vez en las Eliminatorias Sudamericanas al Copa Mundial de Fútbol de 1966. En cuanto a los torneos de la Confederación Sudamericana de Fútbol (CONMEBOL), en 1954 Venezuela comenzaría a participar en ellos, a través del primer campeonato juvenil de la región, conocido como Copa Juventud de América, siendo sede de esa primera edición, que con los años pasaría a ser llamado Campeonato Sudamericano Sub-20. 
En 1964, con la inscripción del Deportivo Italia (representante del Fútbol de colonias en Venezuela), la Federación Venezolana de Fútbol fue la última en sumarse al principal torneo de clubes de CONMEBOL: la Copa Libertadores de América, y en 1967 tomaría parte del último Campeonato Sudamericano de Naciones (Actual Copa América), el cual se celebró en Montevideo, Uruguay ese año. A partir de entonces, la Federación Venezolana de Fútbol participaría activamente en todos los torneos y competencias organizados por CONMEBOL.
A nivel de clubes, en 1995, luego de la desaparición de la Liga de Fútbol Profesional de Venezuela, la Federación Venezolana de Fútbol comenzó a hacerse cargo de los campeonatos del balompié profesional, a través de la Comisión de Torneos Nacionales. Dicha comisión, que en la actualidad se denomina Comisión de Competiciones de Clubes, controla los campeonatos de la Primera División, Segunda División y Tercera División, así como los siguientes torneos de categoría de límite de edad: la Serie Nacional de Filiales (Sub-18 y Sub-20) y la Serie Interregional (Sub-18 y Sub-20). A partir de la Temporada 2013-2014, estos dos últimos torneos pasaron a ser organizados por la Comisión de Fútbol Aficionado, a la cual se adhirió también el Campeonato Liga Nacional Sub-14 y Sub-16, anteriormente coordinado por la Comisión de Asociaciones. Estos campeonatos fueron unificados para el Torneo de Adecuación 2015 y a partir de la temporada 2016 contó con dos divisiones, siempre con las categorías Sub-14, Sub-16, Sub-18 y Sub-20. En 2017, la Comisión de Fútbol Aficionado cambiaría su nombre a Comisión de Desarrollo, siguiendo lineamientos emanados desde FIFA. La Federación Venezolana de Fútbol también organiza la Liga Nacional de Fútbol Femenino, en sus divisiones Superior y Promocional, por medio de la Comisión de Fútbol Femenino (para 2015, se unificaron dichas divisiones en una sola categoría mayor, a la cual se agregó un torneo de categoría Sub-20, mientras que sumará una categoría Sub-17), pero en 2017 dispuso de la creación de la Superliga Femenina de Fútbol, que reúne a las primeras oncenas profesionales de mujeres, siendo gestionada por la Comisión de Competiciones de Clubes. Entretanto, las actividades en el fútbol sala son coordinadas por la Comisión Nacional de Fútbol Sala (CONAFUTSAL), la cual igualmente se encarga de todo lo relacionado con el fútbol playa.

## Organización

### Presidentes
| Presidente                                           | Período                                            |
| Presidentes de la Federación Nacional de Foot Ball   | Presidentes de la Federación Nacional de Foot Ball |
| ---------------------------------------------------- | -------------------------------------------------- |
| Juan Jones Parra                                     | 1925-1931                                          |
| Presidentes de la Asociación Venezolana de Foot-Ball |                                                    |
| Juan Jones Parra                                     | 1931-1939                                          |
| Presidentes de la Asociación Venezolana de Fútbol    |                                                    |
| Julio Bustamante                                     | 1939-1945                                          |
| Luis Guillermo Blanck                                | 1945-1951                                          |
| Presidentes de la Federación Venezolana de Fútbol    |                                                    |
| Tulio Salgado Ayala                                  | 1951                                               |
| Franz Rísquez                                        | 1954                                               |
| Asdrúbal Olivares Sosa                               | 1969-1973                                          |
| René Henmer Colmenares                               | 1974-1979                                          |
| Adrián Toledo Herrera                                | 1979-1981                                          |
| José Vidal Douglas                                   | 1985                                               |
| René Henmer Colmenares                               | 1986-1987                                          |
| Rafael Esquivel                                      | 1987-2015                                          |
| Laureano González                                    | 2015-2020                                          |
| Jesús Berardinelli                                   | 2020                                               |
| Laureano González (interino)                         | 2020-2021                                          |
| Jorge Giménez                                        | 2021-presente                                      |

### Consejo Directivo
- Presidente: Jorge Giménez Ochoa
- Vicepresidente 1: Pedro Infante
- Vicepresidente 2: Oscar Cunto
- Vicepresidente 3: Akram Al Matni
- Secretario General: David Quintanilla
- Secretario General Adjunto: Sabrina Suárez
- Director: Miguel Mea Vitali
- Director: Suying Olivares
- Director: Oscar Linares
- Director: Penélope Berroterán
- Director: Luis Giménez
- Director: Adrián Aguirre
- Director suplente: Manuel Rodríguez
- Director suplente: Juan Carlos Copa
- Director suplente: Yanina Mujica
- Director suplente: Jesús Márquez
- Director suplente: Ernesto Müller
- Director suplente: Gianni Mazzocca
- Comisión de Selecciones Nacionales: Jorge Giménez
- Comisión de Competencias de Clubes: Jorge Giménez
- Comisión de Fútbol Sala: Pedro Infante
- Comisión Nacional de Entrenadores: Modesto González
- Comisión Grupos de Interés de Fútbol Playa: Juan Carlos Copa
- Comisión Médica y Unidad de Antidopaje: Gianni Mazzocca
- Comisión de Futbolistas Profesionales: Manuel Rodríguez
- Comisión de Ética - Órgano de Decisión: Emilio Ramos
- Comisión de Ética - Órgano de Instrucción: Rahyza Peña
- Comisión de Grupos de Interés del Fútbol: Juan Carlos Copa
- Comisión Nacional de Árbitros: Luis Sánchez
- Comisión Nacional de Atletas: Jorge Rojas
- Comisión de Desarrollo: Luis Giménez
- Comisión Especial de Fútbol Femenino: Yanina Mujica
- Comisión de Finanzas: Adrián Aguirre
- Comisión de Gobernanza, Auditoría y Cumplimiento: Eiling Hung
- Comisión de Apelación: Rodolfo Crespo

### Asociaciones estatales
La Federación Venezolana de Fútbol está integrada por 24 asociaciones estatales, que se encargan de la organización del fútbol en los distintos estados de Venezuela.

## Cuerpos técnicos
| Entrenador                          | Selección                                    |        |
| Selección de fútbol masculina       | Selección de fútbol masculina                |        |
| ----------------------------------- | -------------------------------------------- | ------ |
| Fernando Batista                    | Absoluta                                     |        |
| Sub-23                              | Vacante                                      | Sub-23 |
| Sub-20                              | Oswaldo Vizcarrondo (2026)                   | Sub-20 |
| Sub-17                              | Oswaldo Vizcarrondo / Jhonny Ferreira (2026) | Sub-17 |
| Vacante                             | Sub-15                                       |        |
| Selección de fútbol femenina        |                                              |        |
| Ricardo Belli                       | Absoluta                                     |        |
| Ricardo Belli                       | Sub-20                                       |        |
| Dayana Frìas                        | Sub-17                                       |        |
|                                     | Sub-15                                       |        |
| Selección de fútbol sala masculina  |                                              |        |
| Robinson Romero                     | Absoluta                                     |        |
| Robinson Romero                     | Sub-20                                       |        |
| José Peña                           | Sub-17                                       |        |
| Selección de fútbol sala femenina   |                                              |        |
| Mike Guerra                         | Absoluta                                     |        |
| Mike Guerra                         | Sub-20                                       |        |
| Selección de fútbol playa masculina |                                              |        |
| Wilmer Garcia                       | Absoluta                                     |        |

## Competiciones profesionales organizadas
- Primera División de Venezuela y Copa Venezuela Masculino

- Primera División Femenina de Venezuela y Copa Venezuela Femenina